# Três Fronteiras
Três Fronteiras es un municipio brasileño del estado de São Paulo. Se localiza a una latitud 20º14'06" Sur y a una longitud 50º53'25" Oeste, estando a una altitud de 395 metros. La ciudad tiene una población de 5.427 habitantes (IBGE/2010) y un área de 153,1 km². Três Fronteiras pertenece a la Microrregión de Jales.

## Geografía

### Hidrografía
- Arroyo Puente Pensa que es un afluente del Río Paraná.
- Ríos: del Marruco, Queixadas, Volta Gran y Cigano.

### Carreteras
- SP-320 Carretera Euclides de la Cunha
- SP-595 Carretera de los Barrageiros

## Demografía
Datos del Censo - 2010
Población total: 5.427
- Urbana: 4.598
- Rural: 829
- Hombres: 2.718[5]
- Mujeres: 2.709

Densidad demográfica (hab./km²): 35,45

## Administración
- Prefecto: Flávio Luiz Salario de Oliveira (2009/2012)
- Viceprefecto: Antônio Carlos da Silva Lopes
- Presidente de la cámara: Bruno Nilsen Costa (2009/2010)
- Presidente de la cámara: José Rollemberg (2011/2012)

## Religión
El Cristianismo está presente en la ciudad de la siguiente manera:

### Iglesia Católica
La iglesia católica del municipio forma parte de la Diócesis de Jales.

### Iglesia Protestante
En la ciudad están presentes las más diversas creencias evangélicas, principalmente pentecostales, incluidas las Asambleas de Dios de Brasil (la iglesia evangélica más grande del país), Congregación Cristiana, entre otras. Estas denominaciones están creciendo cada vez más en todo Brasil.